# Landtagswahlkreis Lippe II – Herford III
Der Landtagswahlkreis Lippe II – Herford III (bis 2022: Landtagswahlkreis Lippe II) ist ein Landtagswahlkreis in Nordrhein-Westfalen. Er umfasst vom Kreis Lippe die Gemeinden Barntrup, Blomberg, Dörentrup, Extertal, Kalletal, Lemgo und Lügde sowie vom Kreis Herford die Stadt Vlotho. Sein ursprüngliches Gebiet wurde im Laufe der Jahre zweimal erweitert: Lügde gehört seit 2000, Vlotho seit 2022 zum Wahlkreis.

## Landtagswahl 2022
Von 97.696 Wahlberechtigten im Wahlkreis bei der Landtagswahl 2022 am 15. Mai 2022 hatten 54.052 (55,3 %) ihre Stimme abgegeben. Die folgende Liste enthält alle angetretenen Direktkandidaten sowie alle Parteien bzw. Listen mit mehr als 0,2 % der Stimmen.
| Direktkandidat       | Partei           | Erststimmen in % | Zweitstimmen in % | Landtags- mandat |
| -------------------- | ---------------- | ---------------- | ----------------- | ---------------- |
| Christiane Thiel     | CDU              | 32,1             | 32,6              | –                |
| Alexander Baer       | SPD              | 35,4             | 31,7              | Direktmandat     |
| Nils Allersmeier     | FDP              | 7,0              | 5,8               | –                |
| –                    | AfD              | –                | 7,0               | –                |
| Burkhard Pohl        | GRÜNE            | 15,7             | 14,5              | –                |
| Nikolai Kinder       | LINKE            | 3,4              | 2,0               | –                |
| –                    | PIRATEN          | –                | 0,3               | –                |
| –                    | PARTEI           | –                | 0,9               | –                |
| Ralf Ochsenfahrt     | FREIE WÄHLER     | 2,9              | 1,2               | –                |
| Sandra Fröhlingsdorf | dieBasis         | 3,5              | 1,3               | –                |
| –                    | FAMILIE          | –                | 0,2               | –                |
| –                    | Tierschutzpartei | –                | 1,1               | –                |
| –                    | Volt             | –                | 0,3               | –                |

## Landtagswahl 2017
Von 85.664 Wahlberechtigten im Wahlkreis bei der Landtagswahl 2017 am 14. Mai 2017 hatten 54.385 (63,5 %) ihre Stimme abgegeben. Die folgende Liste enthält alle angetretenen Direktkandidaten sowie alle Parteien bzw. Listen mit mehr als 0,1 % der Stimmen.
| Direktkandidat   | Partei          | Erststimmen in % | Zweitstimmen in % | Landtags- mandat |
| ---------------- | --------------- | ---------------- | ----------------- | ---------------- |
| Jürgen Berghahn  | SPD             | 39,2             | 37,1              | Direktmandat     |
| Walter Kern      | CDU             | 34,1             | 30,2              | –                |
| Christian Sauter | FDP             | 9,3              | 10,8              | –                |
| Olaf Tünkert     | AfD             | 5,3              | 6,9               | –                |
| Burkhard Pohl    | GRÜNE           | 5,6              | 5,8               | –                |
| Florian Kammeier | LINKE           | 3,8              | 3,9               | –                |
| Friedel Düe      | Aufbruch C      | 1,1              | 1,3               | –                |
| Christian Woelk  | PIRATEN         | 1,5              | 1,0               | –                |
| –                | TIERSCHUTZListe | –                | 0,6               | –                |
| –                | FREIE WÄHLER    | –                | 0,5               | –                |
| –                | PARTEI          | –                | 0,5               | –                |
| –                | NPD             | –                | 0,4               | –                |

Der Wahlkreisabgeordnete Jürgen Berghahn, der sein Direktmandat für die SPD halten konnte, ist der einzige Abgeordnete aus dem Wahlkreis im Landtag von Nordrhein-Westfalen. Walter Kern zog nicht wieder über die CDU-Landesliste in den Landtag ein.

## Landtagswahl 2012
Von 87.231 Wahlberechtigten im Wahlkreis bei der Landtagswahl 2012 am 13. Mai 2012 hatten 52,474 (60,2 %) ihre Stimme abgegeben. Die Tabelle enthält alle angetretenen Direktkandidaten sowie alle Parteien mit mehr als 0,1 % der Stimmen.
| Direktkandidat     | Partei           | Erststimmen in % | Zweitstimmen in % | Landtags- mandat |
| ------------------ | ---------------- | ---------------- | ----------------- | ---------------- |
| Jürgen Berghahn    | SPD              | 45,6             | 43,7              | Direktmandat     |
| Walter Kern        | CDU              | 30,6             | 25,2              | Landesliste      |
| Thomas Hinze       | GRÜNE            | 7,2              | 9,1               | –                |
| Christian Woelk    | PIRATEN          | 7,5              | 8,0               | –                |
| Christian Sauter   | FDP              | 4,6              | 7,1               | –                |
| Matthias Uphoff    | LINKE            | 2,0              | 2,0               | –                |
| –                  | pro NRW          | –                | 1,1               | –                |
| Hauke Hillebrenner | AUF              | 1,0              | 1,0               | –                |
| Michael Schröder   | FREIE WÄHLER     | 0,9              | 0,5               | –                |
| Adrian Kahler      | Die PARTEI       | 0,6              | 0,4               | –                |
| –                  | Tierschutzpartei | –                | 0,6               | –                |
| –                  | FAMILIE          | –                | 0,4               | –                |
| –                  | NPD              | –                | 0,4               | –                |

Sowohl Jürgen Berghahn als auch Walter Kern zogen in den Landtag ein.
Quelle: 

## Landtagswahl 2010
Stimmberechtigt waren 88.058 Bürger, von denen 52.693 gewählt haben.
| Direktkandidat 2010 | Partei   | Erststimmen (in %) | Zweitstimmen (in %) | Landtags- mandat |
| ------------------- | -------- | ------------------ | ------------------- | ---------------- |
| Walter Kern         | CDU      | 35,4               | 30,6                | –                |
| Jürgen Berghahn     | SPD      | 45,3               | 42,3                | Direktmandat     |
| Thomas Hinze        | GRÜNE    | 8,1                | 10,0                | –                |
| Markus Schiek       | FDP      | 3,6                | 5,4                 | –                |
| Matthias Uphoff     | LINKE    | 4,5                | 4,8                 | –                |
| Andreas Rohrmann    | Piraten  | 2,0                | 2,1                 | –                |
| Hauke Hillebrenner  | AUF      | 1,1                | 0,7                 | –                |
| –                   | Sonstige | –                  | 4,1                 | –                |

Jürgen Berghahn (SPD) gewinnt erstmals den Wahlkreis und nimmt seinem Kontrahenten von der CDU, Walter Kern, den Wahlkreis ab, den dieser fünf Jahre zuvor noch gewonnen hatte.

## Landtagswahl 2005
Wahlberechtigt waren 89.507 Einwohner.
| Direktkandidat         | Partei | Stimmen in % |
| ---------------------- | ------ | ------------ |
| Ina Meise-Laukamp      | SPD    | 42,2         |
| Walter Kern            | CDU    | 42,4         |
| Markus Schiek          | FDP    | 4,9          |
| Matthias Albrecht      | GRÜNE  | 4,5          |
| Bernhard Manfred Haase | REP    | 1,0          |
| Manfred Rennings       | PDS    | 0,9          |
| Stefan Mehrwald        | PBC    | 0,8          |
| Marco Franke           | NPD    | 0,8          |
| Barbara Rieckmann      | ödp    | 0,2          |
| Matthias Obenhaus      | WASG   | 2,4          |

Walter Kern gewinnt für die CDU den Wahlkreis, den zuvor seine Kontrahentin Ina Meise-Laukamp seit 1995 zweimal für die SPD gewonnen hatte.

## Belege
1. ↑  Einteilung der Wahlkreise. Landtag NRW, abgerufen am 12. März 2023.
2. ↑  Wahlergebnis auf www.wahlergebnisse.nrw.de, abgerufen am 12. März 2023.
3. ↑  Wahlergebnis auf www.wahlergebnisse.nrw.de, abgerufen am 5. Oktober 2017.
4. ↑  Landeswahlleiterin des Landes Nordrhein-Westfalen: Landtagswahl 2012. (PDF 17,46 MB) Endgültige Ergebnisse in Nordrhein-Westfalen. In: Heft 3 (Bestell-Nr. B793 2012 51). Informatition und Technik (IT.NRW), Juni 2012, S. 296–298, abgerufen am 2. Juli 2014: „Spitzenposition und Schlusslichter: Wahlbeteiligung in den Landtagswahlkreisen 2012 (LTWK) in NRW. 68. LTWK Essen IV: 69,7% (Peter Weckmann), 75. LTWK Gelsenkirchen II: 50,0% (Markus Töns), 63. LTWK Duisburg IV: 46,8% (Sören Link) und 62. LTWK Duisburg III: 45,5% (Ralf Jäger) – weitere Ergebnisse zur Landtagswahl NRW 2012“
5. ↑  Landtagswahl 2010. (PDF 7,8 MB) Endgültige Ergebgnisse in Nordrhein-Westfalen. In: heft 3 (Bestell-Nr. B 79 3 2010 51). Informatition und Technik (IT.NRW), Mai 2010, S. 290–292, archiviert vom Original (nicht mehr online verfügbar) am 3. April 2014; abgerufen am 17. Juni 2014 (Spitzenposition und Schlusslichter:): „Wahlbeteiligung in den Landtagswahlkreise (LTWK) in NRW. 68. LTWK Essen IV; 69,8% (Manfred Kuhmichel), 63. LTWK Duisburg IV: 48,5% (Sören Link) und 62. LTWK Duisburg III: 46,7% (Ralf Jäger)“
6. 1 2  Endgültiges Ergebnis für den Wahlkreis 97 Lippe I. Die Landeswahlleiterin NRW, 2010, archiviert vom Original (nicht mehr online verfügbar) am 17. Dezember 2015; abgerufen am 13. Mai 2010.
7. ↑  Wahlergebnisse Landtagswahlen 2005

Koordinaten: 52° 1′ 15,7″ N, 9° 2′ 11,8″ O